# Safiye Ayla
Safiye Ayla Targan, née le 14 juillet 1907 à Constantinople et morte le 14 janvier 1998 à Istanbul, est une chanteuse de musique classique turque. Elle était la chanteuse favorite de Mustafa Kemal Atatürk.